# Saldinia pycnophylla
Saldinia pycnophylla är en måreväxtart som beskrevs av Cornelis Eliza Bertus Bremekamp. Saldinia pycnophylla ingår i släktet Saldinia och familjen måreväxter. Inga underarter finns listade i Catalogue of Life.